# عنكبوت مقدس
عنكبُوت مُقدّس فيلم جريمة واثارة إيراني من إخراج علي عباسي. مقتبس من قصة حقيقية لـسعيد حناي القاتل المتسلسل الذي يستهدف بائعات الهوى وقتل 16 امرأة للفترة 2000-2001 في مشهد، إيران.

## القصة
سعيد عامل بناء في مدينة مشهد الإيرانية، يقتل بائعات الهوى في شوارع مدينته بسبب ما يعتبره "مهمة ربانية". وعند انتشار اخبار جرائم القتل في الصحافة يلقب بالقاتل العنكبوت. الفيلم يدور حول صحافية شابة من تهران تتعقّب بنفسها السفاح في مدينة مشهد وتحاول جعله يدفع ثمن جرائمه.

## الجوائز
| قائمة الجوائز والترشيحات               | قائمة الجوائز والترشيحات | قائمة الجوائز والترشيحات | قائمة الجوائز والترشيحات |
| المهرجان                               | الجائزة                  | المستلم                  | النتجة                   |
| -------------------------------------- | ------------------------ | ------------------------ | ------------------------ |
| مهرجان كان السينمائي                   | السعفة الذهبية           | عنكبُوت مُقدّس              | رُشِّح                      |
| مهرجان كان السينمائي                   | أفضل ممثلة               | زهراء أمير إبراهيمي      | فوز                      |
| مهرجان دنفر السينمائي                  | أفضل فيلم                | عنكبُوت مُقدّس              | رُشِّح                      |
| جوائز الأفلام الأوروبية                | الفيلم الأوربي           | عنكبُوت مُقدّس              | رُشِّح                      |
| جوائز الأفلام الأوروبية                | المخرج الأوربي           | علي عباسي                | رُشِّح                      |
| جوائز الأفلام الأوروبية                | أفضل ممثلة أوربية        | زهراء أمير إبراهيمي      | رُشِّح                      |
| جوائز الأفلام الأوروبية                | أفضل سيناريو             | علي عباسي                | رُشِّح                      |
| مهرجان فنتاستك                         | أفضل اخراج               | علي عباسي                | فوز                      |
| مهرجان سينمست سيسكولك السينمائي الدولي | أفضل فيلم                | عنكبُوت مُقدّس              | رُشِّح                      |
| مهرجان القدس السينمائي                 | أفضل فيلم أجنبي          | عنكبُوت مُقدّس              | رُشِّح                      |
| مهرجان موتوفون السينمائي               | أفضل فيلم                | عنكبُوت مُقدّس              | رُشِّح                      |
| مهرجان أوسلو أفلام من الجنوب           | أفضل فيلم                | عنكبُوت مُقدّس              | رُشِّح                      |
| مهرجان إشبيلية السينمائي الأوروبي      | أفضل ممثلة               | زهراء أمير إبراهيمي      | فوز                      |
| مهرجان إشبيلية السينمائي الأوروبي      | أفضل فيلم                | عنكبُوت مُقدّس              | رُشِّح                      |
| مهرجان ستوكهولم الدولي للأفلام         | أفضل ممثل                | مهدي باجستاني            | فوز                      |
| مهرجان ستوكهولم الدولي للأفلام         | أفضل فيلم                | عنكبُوت مُقدّس              | فوز                      |
| مهرجان تالين بلاك نايتس للأفلام        | جائزة الاضواء            | عنكبُوت مُقدّس              | فوز                      |

## الإنتاج
المخرج علي عباسي كان ينوي إنتاج الفيلم داخل إيران في عام 2019 والقبول بالرقابة والمراجعة لفيلمه بغية إنتاجه في مدينة مشهد، ولكن التعلل في إصدار الرُّخص من وزارة الثقافة الإيرانية حال دون ذلك، وبعد قراره لإنتاج الفيلم في تركيا، لم ینل الموافقة من هناك أيضاً. واعتبر أن القرار التركي جاء بعد ضغوط إيرانية، في النهاية اختار الأردن عام 2021 لإنتاج الفيلم.

## روابط خارجية
- عنكبوت مقدس على موقع IMDb (الإنجليزية)
- عنكبوت مقدس على موقع ميتاكريتيك (الإنجليزية)
- عنكبوت مقدس على موقع روتن توميتوز (الإنجليزية)
- عنكبوت مقدس على موقع ألو سيني (الفرنسية)
- عنكبوت مقدس على موقع فيلمافينيتي (الإسبانية)
- عنكبوت مقدس على موقع قاعدة بيانات الأفلام السويدية (السويدية)
- عنكبوت مقدس على موقع قاعدة بيانات الفيلم (الإنجليزية)
- عنكبوت مقدس على موقع ليتربوكسد (الإنجليزية)
- عنكبوت مقدس على موقع كينوبويسك (الروسية)